# Хауха
Хауха (ісп. Jauja) — столиця однойменної провінції у перуанському регіоні Хунін.

## Географія
Хауха знаходиться на схід від Ліми на висоті понад 3 кілометри над рівнем моря.

### Клімат
Місто знаходиться у зоні, котра характеризується морським кліматом. Найтепліший місяць — жовтень із середньою температурою 5.5 °C (41.9 °F). Найхолодніший місяць — липень, із середньою температурою 3.6 °С (38.5 °F).
| Клімат Хаухи            | Клімат Хаухи | Клімат Хаухи | Клімат Хаухи | Клімат Хаухи | Клімат Хаухи | Клімат Хаухи | Клімат Хаухи | Клімат Хаухи | Клімат Хаухи | Клімат Хаухи | Клімат Хаухи | Клімат Хаухи | Клімат Хаухи |
| Показник                | Січ.         | Лют.         | Бер.         | Квіт.        | Трав.        | Черв.        | Лип.         | Серп.        | Вер.         | Жовт.        | Лист.        | Груд.        | Рік          |
| Середня температура, °C | 5,2          | 5,1          | 5,1          | 4,9          | 4,6          | 4            | 3,6          | 4,1          | 4,8          | 5,5          | 5,5          | 5,3          | 4,8          |
| Норма опадів, мм        | 132.6        | 142.1        | 135.4        | 67           | 26.4         | 10.2         | 13.6         | 20.3         | 47.9         | 78.9         | 80.9         | 111.1        | 866.4        |
| Днів з опадами          | 21,3         | 22,4         | 20,1         | 13,3         | 8            | 2,7          | 2,3          | 3,6          | 9,9          | 12,1         | 12,5         | 18,6         | 146,8        |
| Вологість повітря, %    | 76.4         | 73.9         | 77.3         | 69.8         | 64.4         | 57.5         | 54.4         | 59.7         | 64.2         | 65.9         | 66.5         | 70.9         | 66.7         |
| ----------------------- | ------------ | ------------ | ------------ | ------------ | ------------ | ------------ | ------------ | ------------ | ------------ | ------------ | ------------ | ------------ | ------------ |
| Джерело: Weatherbase    |              |              |              |              |              |              |              |              |              |              |              |              |              |